# Cecilia Cenci
Cecilia Cenci (La Plata, 3 de agosto de 1942 - Buenos Aires, 21 de septiembre de 2014) fue una actriz argentina de cine, teatro y televisión.

## Carrera
Cecilia Cenci fue una actriz de reparto argentina de larga trayectoria en el medio artístico. Estudió su carrera de formación actoral en la Escuela de Teatro de la ciudad de La Plata, participando a mediados de los años sesenta en el antiguo Canal 7 en el programa Guía para padres.
En la pantalla grande se inició con el filme La guerra del cerdo (1975) junto a José Slavin y Marta González. Sin embargo, fue en los años ochenta, con Mientras me dure la vida, que Cenci tuvo su mejor momento cinematográfico. Luego trabajó en varias películas más hasta 1993 donde encarnó el personaje de Eva Perón en el filme Gatica, el mono dirigida por Leonardo Favio.
En la pequeña pantalla se lució en diversos papeles cómicos y melodramáticos.
En 1980 logró un papel protagónico junto a Germán Kraus en las telenovelas Rosas para su enamorada y Donde pueda quererte. Participó en la exitosa telenovela El Rafa (1980-1982) protagonizada por Alberto de Mendoza, Alicia Bruzzo y Carlos Calvo con quien tuvo un fugas romance en 1980. En Chile protagonizó Andrea, justicia de mujer (1984). Se destacó en telenovelas con proyección internacional en roles antagónicos como María de nadie ―con Grecia Colmenares y Jorge Martínez y la telenovela Mujer comprada, junto a la venezolana Mayra Alejandra y Arturo Puig. Uno de sus papeles más destacados fue el de la malvada Felicia del Molino López de Espada, en la telenovela Nano (1994), con Araceli González. Su última aparición en la televisión fue  en la exitosa telenovela Por amor a vos encabezada por Miguel Ángel Rodríguez y Claribel Medina en el papel de Elvira.
También realizó un importante trabajo gremial y ejerció la presidencia de la Asociación Argentina de Actores durante el período 2008-2011. Además fue presidenta de la Obra Social de Actores desde diciembre de 2006 hasta marzo de 2014.

## Vida privada
En 1980 tuvo un fugaz romance con el reconocido actor Carlos Calvo cuando trabajaban en la telenovela Un ángel en la ciudad. La relación amorosa duro pocos días debido a que el galán estaba en pareja con la actriz María Noel y prefirió seguir con ella. La noticia del breve romance entre Calvo y Cenci se dio a conocer años después en un programa de espectáculos pero no tuvo repercusión. Luego estuvo casada 12 años con Alfredo Cabrera Brizuela.

## Fallecimiento
Cecilia Cenci falleció en la madrugada del 21 de septiembre de 2014 a los 72 años víctima de un cáncer cerebral en la Fundación Favaloro (en la ciudad de Buenos Aires). Sus restos descansan en el panteón de la Asociación Argentina de Actores del Cementerio de la Chacarita.

## Filmografía
- 1975: La guerra del cerdo
- 1976: El gordo de América
- 1976: Piedra libre
- 1977: El productor de espectáculos
- 1979: Contragolpe
- 1979: Las muñecas que hacen pum
- 1981: Mientras me dure la vida
- 1982: La casa de las siete tumbas
- 1988: Gracias por los servicios
- 1993: Gatica, el mono, como Evita.

## Televisión
| Ficciones | Ficciones                                      | Ficciones |
| Año       | Título                                         | Personaje |
| --------- | ---------------------------------------------- | --- |
| 1978      | El tío Porcel                                  | Soledad |
| 1980      | Dónde pueda quererte                           | Débora |
| 1980      | Un ángel en la ciudad                          | Sandra |
| 1980      | Rosas para su enamorada                        | Renata |
| 1980      | El Rafa                                        | Natalia Stegmann                                                                                             |
| 1981      | Barracas al sur                                | Irma |
| 1981      | El ciclo de Guillermo Bredeston y Nora Cárpena | Érica "Ep: Qué bello es vivir" Magalí "Ep: Las mariposas no cumplen años" Victoria "Ep: Un nido para Paloma" |
| 1981-1982 | Aprender a vivir                               | Cristina |
| 1982      | El oriental                                    | Angélica Bazán                                                                                               |
| 1982-1983 | Todos los días la misma historia               | Josefina |
| 1984      | Andrea, justicia de mujer                      | Andrea Montes                                                                                                |
| 1985-1986 | María de nadie                                 | Ivana Ferrán                                                                                                 |
| 1986-1987 | Mujer comprada                                 | Laura Simonal de Lombardi                                                                                    |
| 1987      | Tiempo cumplido                                | Carmen |
| 1988-1989 | De carne somos                                 | Susana |
| 1989      | Así son los míos                               | Claudia |
| 1989      | Las comedias de Darío Vittori                  | Consuelo "Ep: La nena se nos va"                                                                             |
| 1991      | Buenos Aires, hablame de amor                  | Mercedes |
| 1992      | Inolvidable                                    | Dr. Josefina Gutiérrez                                                                                       |
| 1994      | Nano                                           | Felicia del Molino López de Espada                                                                           |
| 1997      | Amor sagrado                                   | Mercedes |
| 1997      | Mía solo mía                                   | Angelina Zamorano                                                                                            |
| 2005      | Sin código                                     | Martina Álvarez                                                                                              |
| 2008-2009 | Por amor a vos                                 | Elvira Carloni de Molinari                                                                                   |

## Teatro
- 1979: Convivencia, dirigida por Roberto Durán en el Teatro Regina.
- El ombligo
- Arsénico y encaje antiguo
- Los árboles mueren de pie
- 1993: Qué noche de casamiento, de Ivo Pelay.
- Cariñosamente Evita
- La fuerza de la naturaleza
- Amor al aire libre
- Des-plazados
- Domador de tormentas
- Tute cabrero
- 2009: Las González.
- 2013: De sobornar el olvido.